# Vladimír Neuman

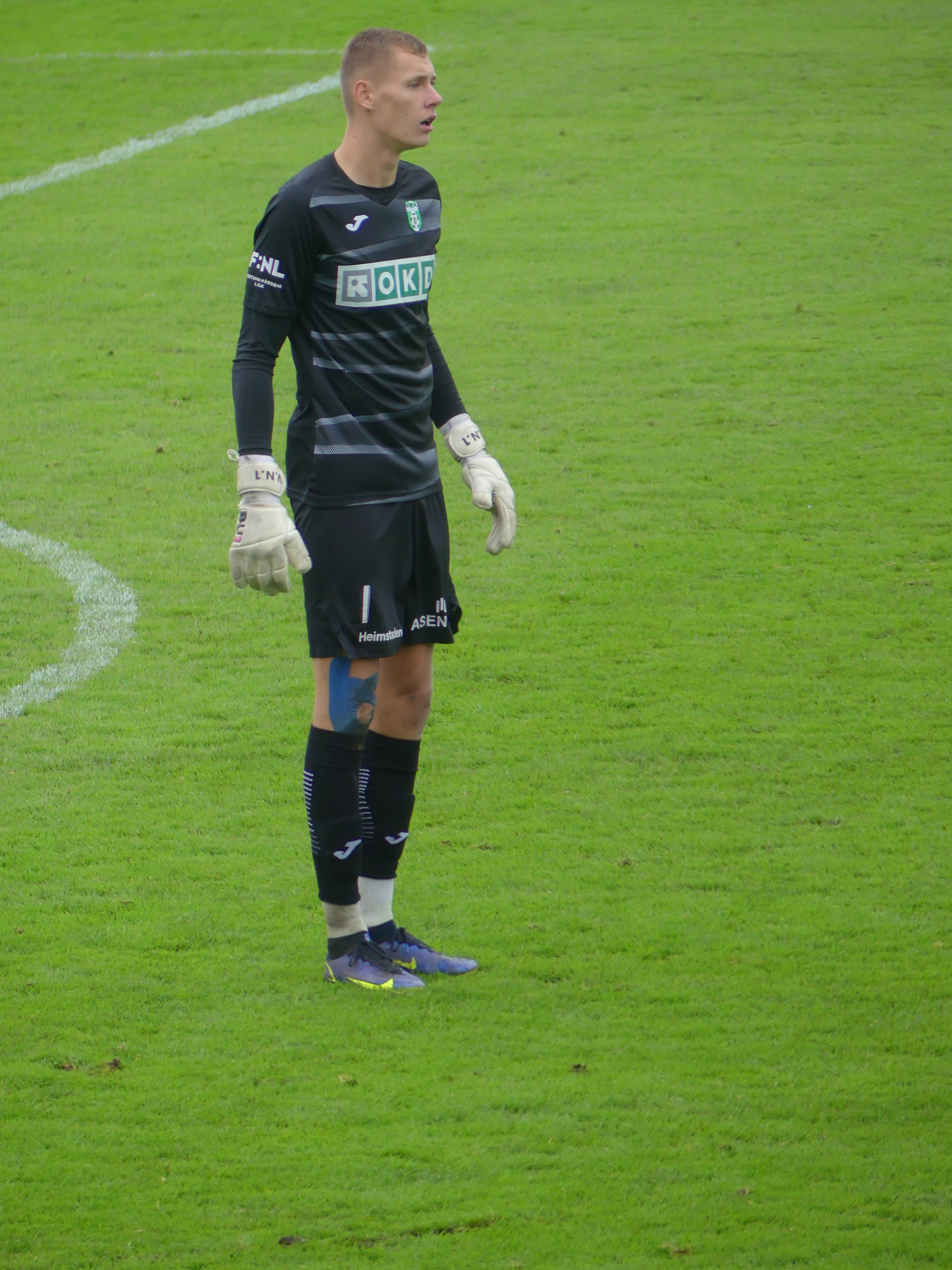
Vladimír Neuman hrající za MFK Karviná v zápase proti MFK Chrudim (2022)

Vladimír Neuman (* 10. únor 2000, Česko) je český fotbalový brankář, hráč klubu MFK Karviná.

## Klubová kariéra

### Mládežnické roky
Neuman je odchovancem FK Baník Albrechtice.

### MFK Karviná

#### 2019/20
Do prvního týmu se probojoval přes mládežnické a rezervní týmy. Premiéru v dresu prvního týmu si v nejvyšší soutěži odbyl v březnu 2020 v utkání proti Příbrami, kdy si zároveň připsal i první vychytané čisté konto v prvoligové kariéře. V dané sezóně (tedy 2019/20) už do dalšího zápasu za první tým´nezasáhl (ve dvou ligových zápasech a ve dvou zápasech MOL Cupu byl připraven na lavičce náhradníků).
Do jeho posunu do prvního mužstva nastupoval především v dorostenecké lize, kde v sezóně 2018/19 nastoupil k 28 ligovým zápasům, ve kterých vychytal desetkrát čisté konto.

#### 2020/21
V následující sezóně již dostal více příležitostí v prvním týmu. K 10. únoru 2021 nastoupil do 6 ligových zápasů (dvakrát vychytal čisté konto) a také do dvou zápasů MOL Cupu.

## Klubové statistiky
- aktuální k 2. srpen 2021

| Tým         | Sezona          | Liga   | Liga   | Pohár  | Pohár  | Evropské poháry | Evropské poháry |
| Tým         | Sezona          | Zápasy | Branky | Zápasy | Branky | Zápasy          | Branky          |
| ----------- | --------------- | ------ | ------ | ------ | ------ | --------------- | --------------- |
| MFK Karviná | 2019/20         | 1      | 0      | 0      | 0      | -               | -               |
| MFK Karviná | 2020/21 2021/22 | 9 2    | 0 0    | 2 0    | 0 0    | -               | -               |
| Celkem      | Celkem          | 12     | 0      | 2      | 0      | 0               | 0               |